# Фремштет
Фремштет (њем. Frömmstedt) општина је у њемачкој савезној држави Тирингија. Једно је од 55 општинских средишта округа Земерда. Према процјени из 2010. у општини је живјело 569 становника. Посједује регионалну шифру (AGS) 16068012.

## Географски и демографски подаци
Фремштет се налази у савезној држави Тирингија у округу Земерда. Општина се налази на надморској висини од 163 метра. Површина општине износи 12,0 km². У самом мјесту је, према процјени из 2010. године, живјело 569 становника. Просјечна густина становништва износи 47 становника/km².